# Челаренго
Челарѐнго (на италиански: Cellarengo; на пиемонтски: Slarengh, Съларенг) е село и община в Северна Италия, провинция Асти, регион Пиемонт. Разположено е на 321 m надморска височина. Населението на общината е 716 души (към 2010 г.).